# Šarbov
Šarbov este o comună slovacă, aflată în districtul Svidník din regiunea Prešov, pe malul râului Hrišov potok⁠(d). Localitatea se află la altitudinea de 440 m deasupra n.m., se întinde pe o suprafață de 8,438 km2 și în 2017 număra 12 locuitori.

## Istoric
Localitatea Šarbov este atestată documentar din 1618.

## Demografie
| An:                | 1994 | 2004    | 2014 | 2024    |
| ------------------ | ---- | ------- | ---- | ------- |
| Număr de persoane: | 18   | 11      | 11   | 19      |
| Diferență:         |      | −38,88% | +0%  | +72,72% |

| An:                | 2023 | 2024 |
| ------------------ | ---- | ---- |
| Număr de persoane: | 19   | 19   |
| Diferență:         |      | +0%  |